# Вольфскиршен
Вольфскиршен (фр. Wolfskirchen) — коммуна на северо-востоке Франции в регионе Гранд-Эст (бывший Эльзас — Шампань — Арденны — Лотарингия), департамент Нижний Рейн, округ Саверн, кантон Ингвиллер. До марта 2015 года коммуна административно входила в состав упразднённого кантона Сар-Юньон (округ Саверн).
Площадь коммуны — 10,48 км², население — 350 человек (2006) с тенденцией к росту: 357 человек (2013), плотность населения — 34,1 чел/км².

## Население
Население коммуны в 2011 году составляло 354 человека, в 2012 году — 355 человек, а в 2013-м — 357 человек.
| 1962 | 1968 | 1975 | 1982 | 1990 | 1999 | 2006 | 2008 | 2011 | 2012 | 2013 |
| ---- | ---- | ---- | ---- | ---- | ---- | ---- | ---- | ---- | ---- | ---- |
| 394  | 408  | 401  | 359  | 312  | 335  | 350  | 350  | 354  | 355  | 357  |

Динамика населения:

## Экономика
В 2010 году из 225 человек трудоспособного возраста (от 15 до 64 лет) 171 были экономически активными, 54 — неактивными (показатель активности 76,0 %, в 1999 году — 71,9 %). Из 171 активных трудоспособных жителей работали 159 человек (92 мужчины и 67 женщин), 12 числились безработными (трое мужчин и 9 женщин). Среди 54 трудоспособных неактивных граждан 21 были учениками либо студентами, 16 — пенсионерами, а ещё 17 — были неактивны в силу других причин.